# گلمیت
گلمیت (به انگلیسی: Gulmit) یک شهر در پاکستان است که در گلگت-بلتستان واقع شده‌است. گلمیت ۵۰۰۰ نفر جمعیت دارد و ۲٬۴۶۵ متر بالاتر از سطح دریا واقع شده‌است.